# ジャペ・アギラー
ジャペ・アギラー（Japeth Aguilar、1985年1月25日 - ）は、フィリピンパンパンガ州出身のバスケットボール選手である。父も元プロバスケットボール選手である。

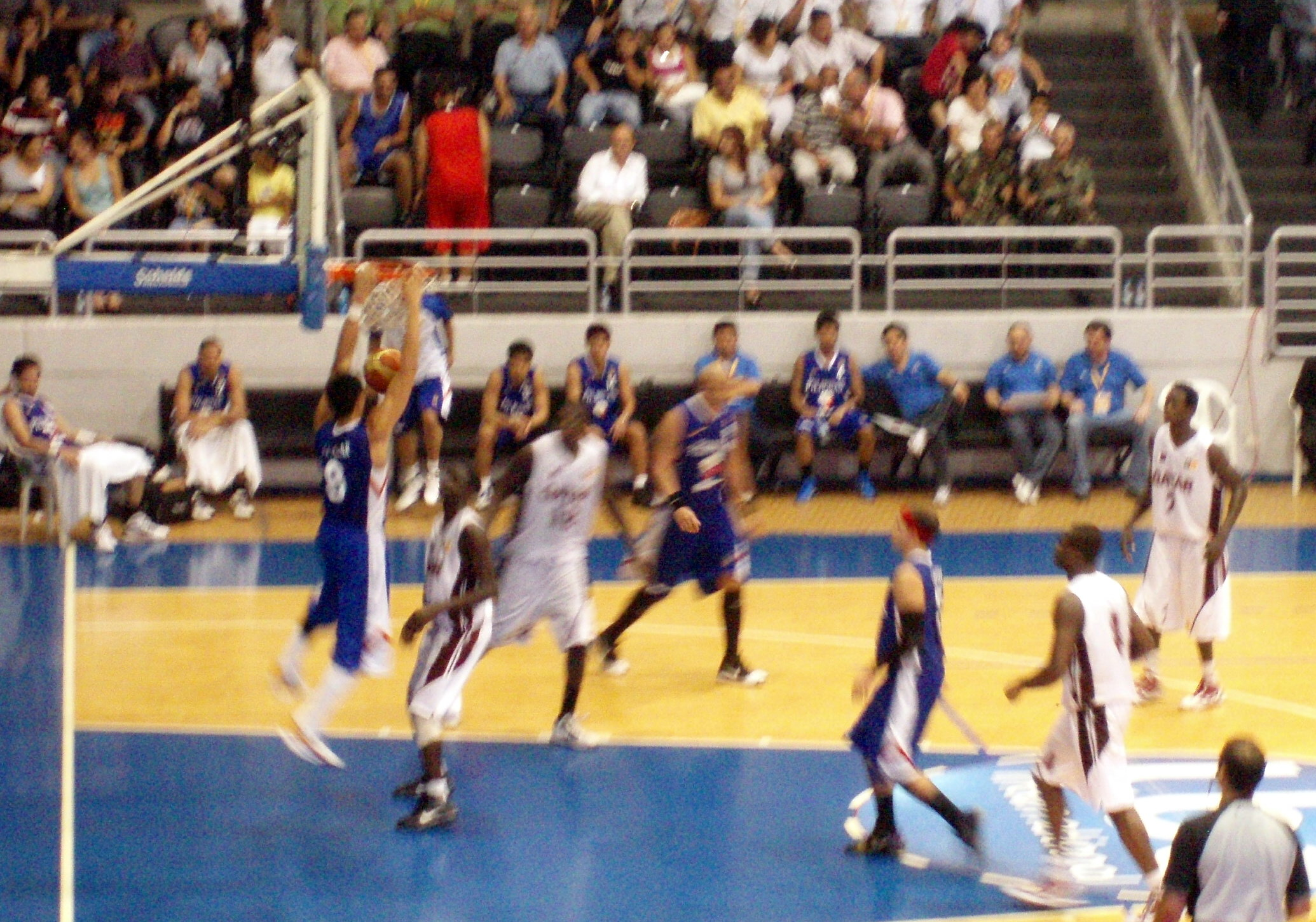
ジャペ・アギラー

## 来歴
アテネオ・デ・マニラ大学ではUAAPに所属。2004年は虫垂炎により10試合出場、13得点11リバウンド10ブロックショットにとどまった。しかし2005年は平均5.7得点5.3リバウンド3.2ブロックショットを記録した。
2006年にNCAA1部サンベルトカンファレンス所属のウェスタンケンタッキー大学に移った。
卒業後はPBAでプレー。
2012年にDリーグでドラフトされた。